# Andrew Lawrence (baloncestista)
Andrew Derek Renaldo Lawrence (nacido el 4 de junio de 1990 en Woking) es un jugador de baloncesto británico que actualmente pertenece a la plantilla de los Plymouth Raiders de la British Basketball League. Con 1,85 metros de altura juega en la posición de Base. Es internacional absoluto con Gran Bretaña.

## Trayectoria
Lawrence tras su periplo universitario en College of Charleston se estrenó como profesional en el KK Zadar, donde promedió 8.6 puntos y 3.1 asistencias en la liga Adriática, y 7.8 puntos y 2.2 asistencias en la liga croata. El jugador no pudo terminar la temporada por culpa de una rotura del ligamento cruzado anterior en una de sus rodillas, una dolencia ya recuperada.
En 2015, el internacional británico es el primer fichaje del conjunto vasco del San Sebastián Gipuzkoa Basket Club.